# Катимс, Джейсон
Дже́йсон Ка́тимс (англ. Jason Katims; род. 30 ноября 1960) — американский сценарист и продюсер телевидения и драматург. Он известен как главный сценарист и исполнительный продюсер сериалов «Огни ночной пятницы», за который он выиграл премию «Эмми» за лучший сценарий драматического сериала в 2011 году за свою работу над финалом сериала, и «Родители». Он также работал над «Городом пришельцев», где он был разработчиком, продюсером и сценаристом; «Моим мальчиком»; и фильмом 1996 года «Чужие похороны», где главные роли исполнили Дэвид Швиммер и Гвинет Пэлтроу.

## Ранняя жизнь и семья
Катимс родился в Бруклине, Нью-Йорке, Нью-Йорк. Его отец был актёром и продавцом; его мать, учитель английского и философии, «сделало кое-какие обучения». У него есть старшие брат и сестра.
Он учился в Куинсском колледже в Куинсе, Нью-Йорке.
У него двое детей, Фиби и Сойер Катимс.

## Карьера
Катимс был драматургом в Нью-Йорке до тех пор, пока режиссёр и продюсер Эд Цвик не спросил его, не хотел ли бы он писать сценарии для телевидения и кино.
В 1994 году, он написал сценарии к трём эпизодам подростковой драмы ABC «Моя так называемая жизнь». Он создал сериал «Относительность» в 1996 году, но сериал был отменён после 17 эпизодов. Он впоследствии был вовлечён в работу над сериалами «Город пришельцев» и «Бостонская школа».
Катимс работал над сериалом NBC «Огни ночной пятницы» в качестве главного сценариста и исполнительного продюсера. Он был номинирован на премию Гильдии сценаристов США за лучший новый сериал на церемонии в феврале 2007 года за свою работу над вторым сезоном «Огней ночной пятницы». Катимс был номинирован за лучший драматический сериал второй раз на церемонии в феврале 2009 года за свою работу над третьим сезоном «Огней ночной пятницы». Он был номинирован на премию WGA за лучший драматический сериал третий год подряд на церемонии в феврале 2010 года за свою работу над четвёртым сезоном. В 2011 году, он был награждён премией «Эмми» за лучший сценарий драматического сериала за финал «Огней ночной пятницы».
Катимс также является создателем и исполнительным продюсером другого сериала канала NBC, «Родители», основанного на одноимённом фильме и недолговременном сериале, последовавшем за ним; сериал Катимса дебютировал в 2010 году и завершился в 2015 году. Катимс создал персонажа этого сериала, Макса Брэйвермана, но основе своей жизни со своим сыном, у которого синдром Аспергера.
Катимс разработал «Моего мальчика», сериал 2014 года, основанный на одноимённом романе, для канала NBC.
Он написал пьесу, «Человек, который не умеет танцевать», и является бывшим членом Stagewrights, коллектива драматургов в Нью-Йорке.

## Фильмография
- Чужие похороны / The Pallbearer (1996)
- Клятва / The Vow (2012)

### Телевидение
- Моя так называемая жизнь / My So-Called Life (1994) — редактор сюжетов
- Относительность / Relativity (1996) — создатель, сценарист пилота
- Город пришельцев / Roswell (1999—2002) — разработчик, исполнительный продюсер, сценарист
- Пеппер Деннис / Pepper Dennis (2006) — исполнительный продюсер
- Свадебные колокола / The Wedding Bells (2007) — создатель
- Огни ночной пятницы / Friday Night Lights (2006—11) — исполнительный продюсер, сценарист, режиссёр
- Родители / Parenthood (2010—15) — создатель, исполнительный продюсер, сценарист, режиссёр
- Мой мальчик / About a Boy (2014—15) — разработчик, исполнительный продюсер, сценарист
- Путь / The Path (2016—2017) — исполнительный продюсер
- Настоящий гений / Pure Genius (2016—2017) — создатель, исполнительный продюсер
- Школа драмы / Rise (2018) — создатель, исполнительный продюсер